# Heumen
Heumen là một đô thị ở phía đông Hà Lan.

## Các trung tâm dân cư
- Heumen
- Malden (trung tâm hành chính)
- Molenhoek
- Nederasselt
- Overasselt